# Cucina mediterranea

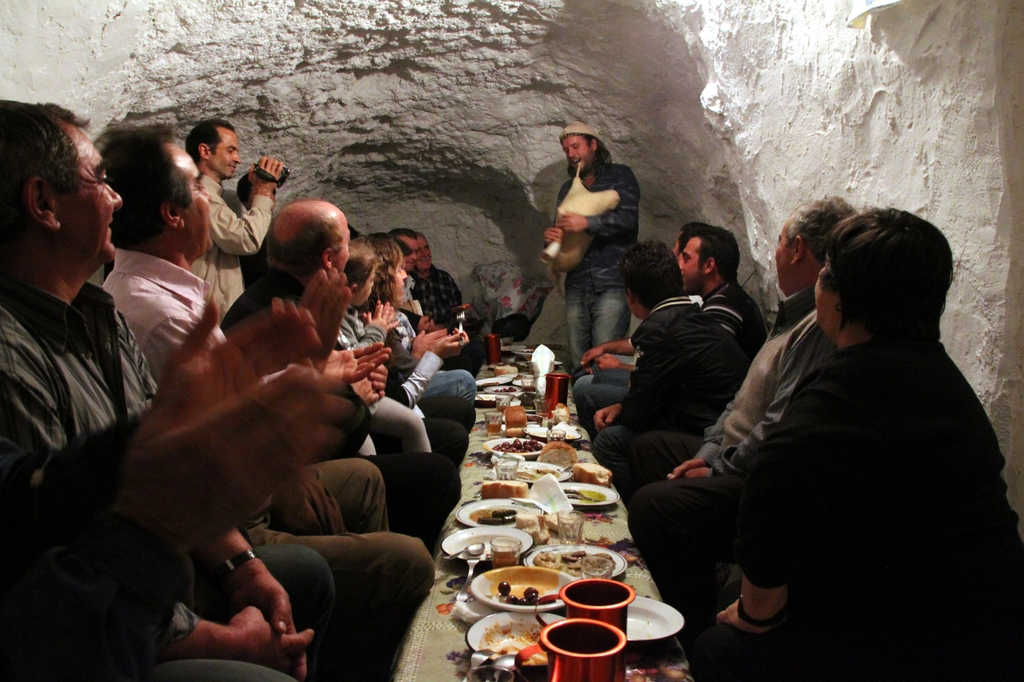
Convivialità alla Festa di Taxiarchis, Acrotiri, Santorini

La cucina mediterranea è l'incontro del diverso modo tradizionale di cibarsi dei popoli stanziati sul Mar Mediterraneo che, condividendo un'area geografica omogenea, nel corso del tempo hanno elaborato una gastronomia fondata sulle varie risorse agricole del proprio territorio, con molti punti in comune.

## Storia

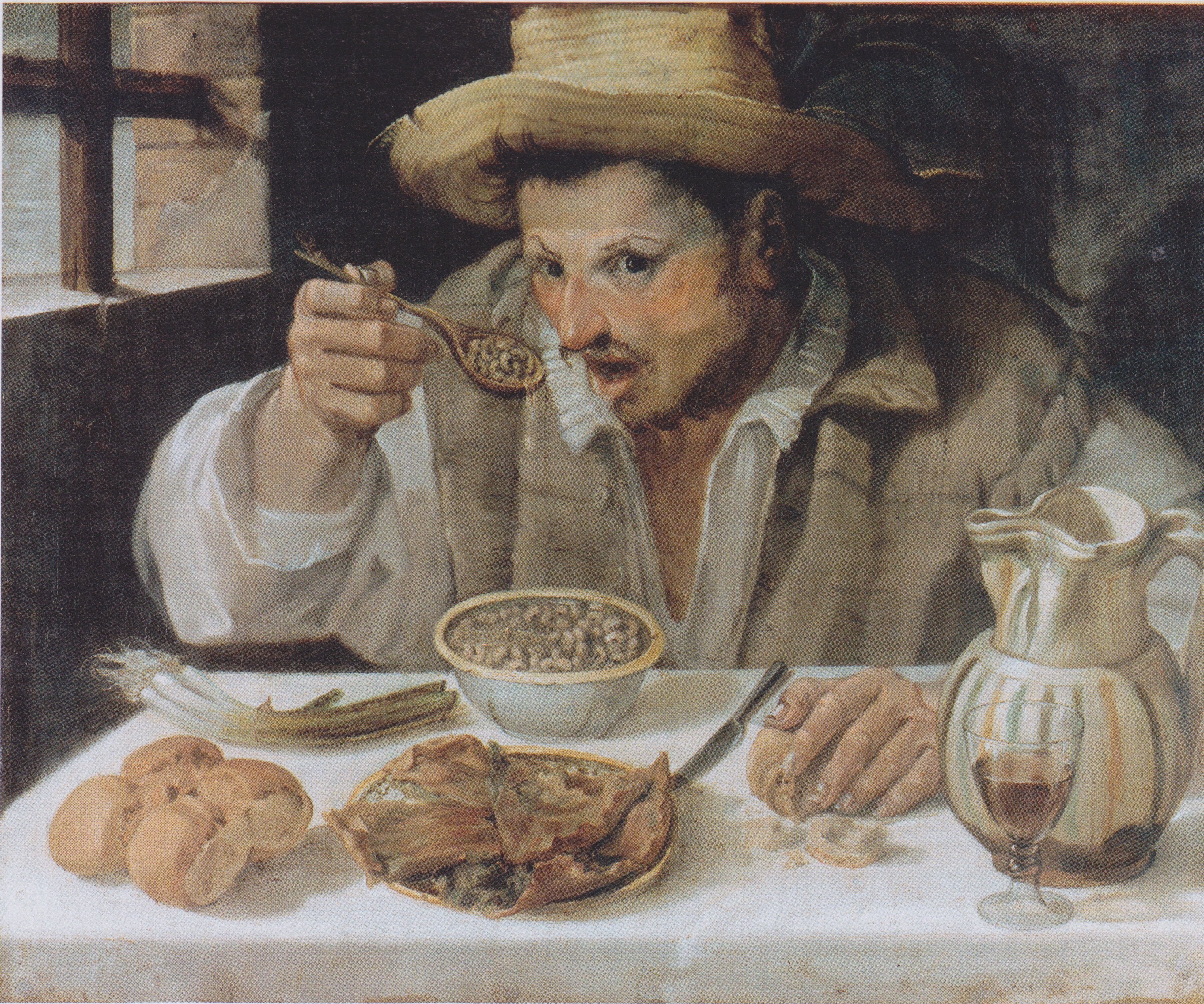
Il mangiafagioli di Annibale Carracci

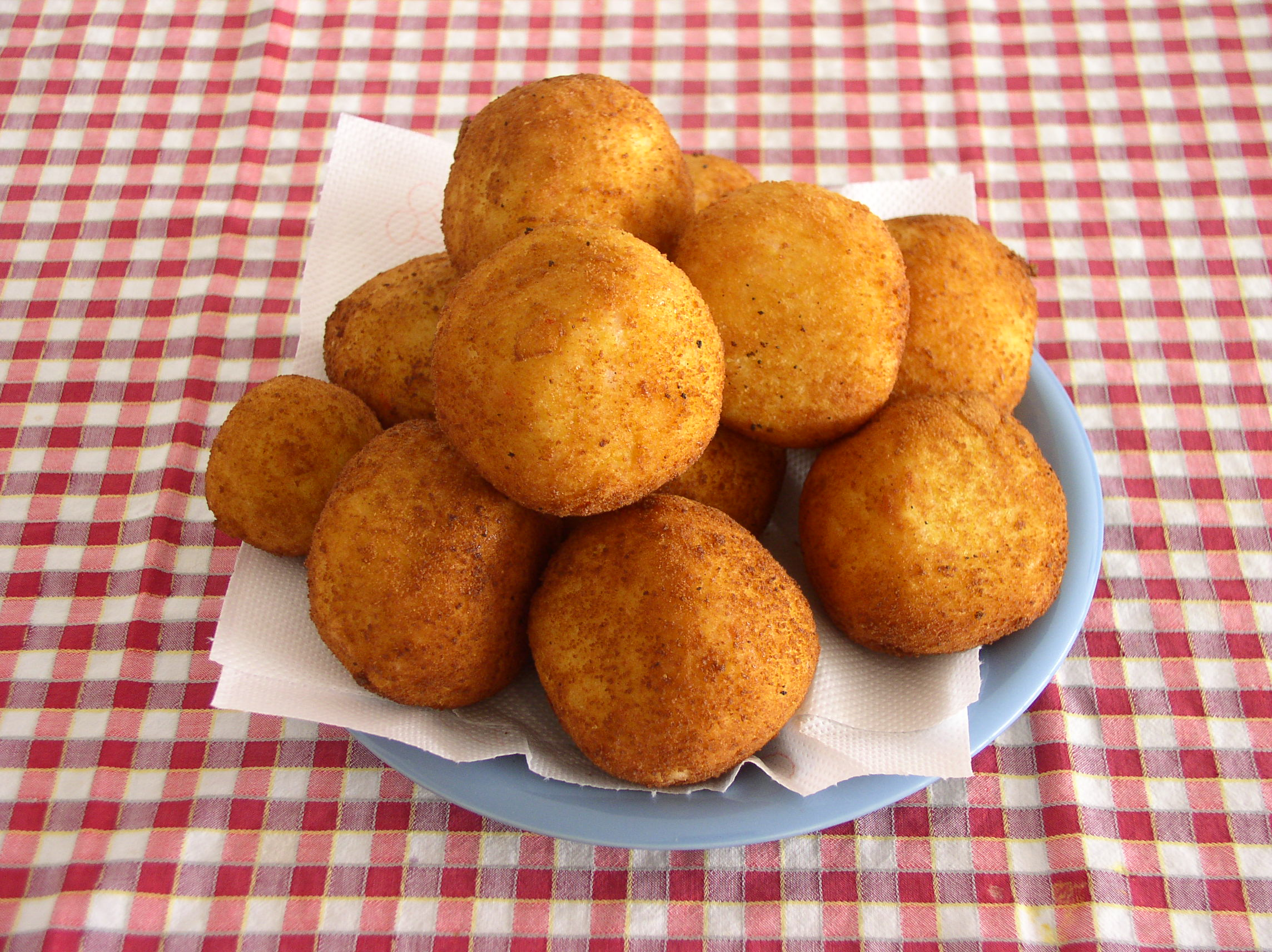
Sicilia: Arancini

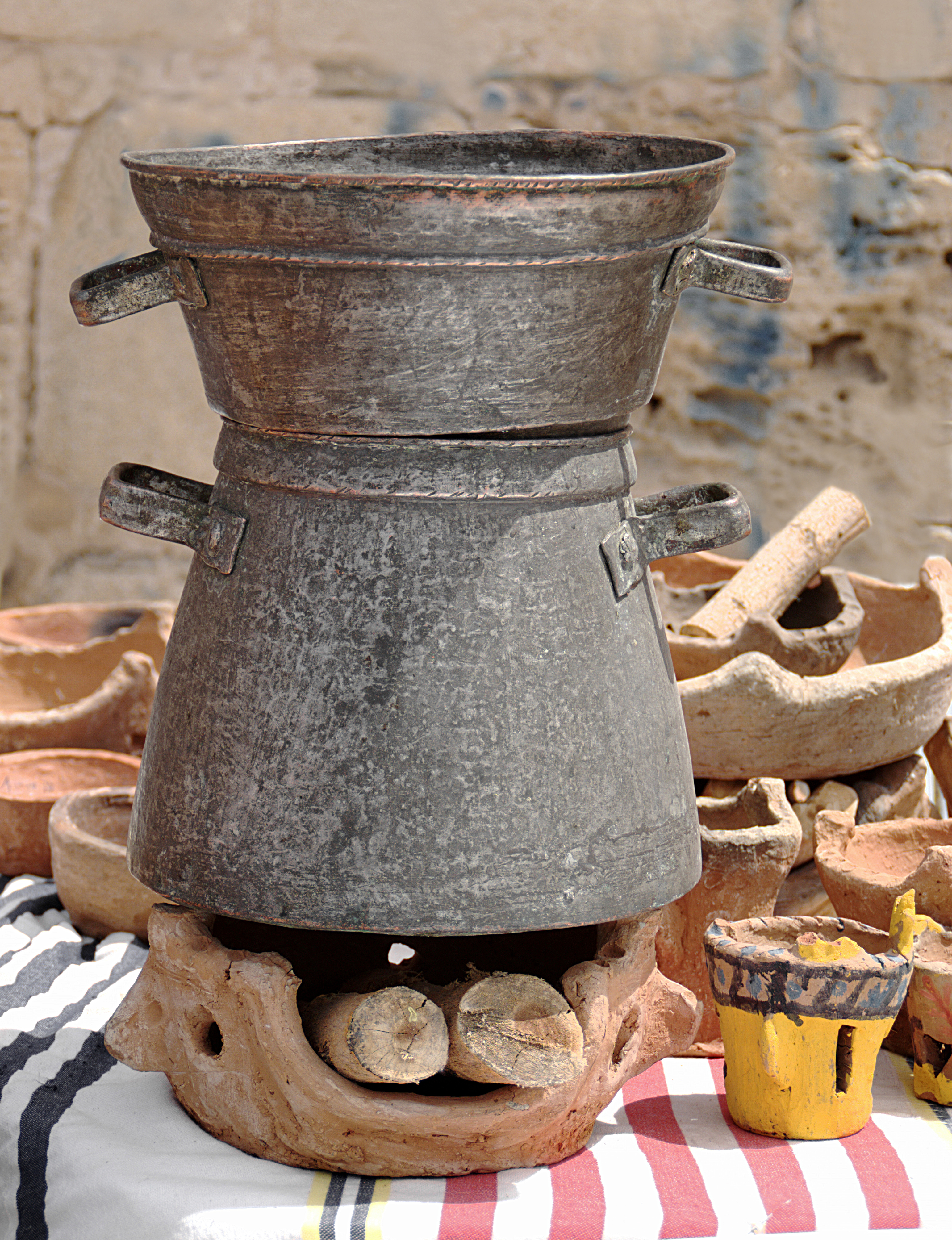
cuscussiera

Il Mediterraneo ha favorito la comunanza delle varie culture poiché essendo possibile navigarvi su rotte relativamente brevi è stato il punto di incontro di frequenti scambi commerciali. Per questi motivi i Romani lo chiamarono "Mare nostrum"   per significarne non solo il dominio militare ma anche il segno di una comune cultura romana che cominciò a decadere con l'occupazione araba dell'Africa, della Sicilia e della Spagna che ridusse il Mediterraneo a un mare interno che segnava il confine tra gli stati islamici e cristiani.
L'occupazione araba d'altra parte non provocò l'interruzione degli scambi commerciali con l'Occidente dove vennero introdotte assieme alle merci nuovi prodotti alimentari come agrumi, zucchero, carciofi, melanzane, pasta secca, riso e una gran quantità di nuove spezie che diedero la loro specifica impronta a una nuova cucina mediterranea risultante dalla fusione della tradizione culinaria occidentale con quella araba che ad esempio introdusse nella gastronomia dell'Europa meridionale la novità del gusto del dolce.
Questa nuova cucina mediterranea, nata nel Medioevo, cambiò ancora una volta con la scoperta europea dell'America, che portò in uso, nella preparazione del cibo sul vecchio continente, nuovi prodotti attinti dall'agricoltura e dalla flora di quei territori, come i pomodori, le patate, il peperone e il peperoncino, il mais, il cacao, ecc.

## Dieta mediterranea
La cosiddetta "dieta mediterranea" è da ritenere, perciò, un'elaborazione astratta, parzialmente collegata alla storia del Mediterraneo, che fu creata negli anni cinquanta, a seguito degli studi di Ancel Keys e collaboratori (il termine "dieta mediterranea" compare per la prima volta nel 1975 nel libro How to Eat Well and Stay Well: the Mediterranean Way di Keys), per soddisfare esigenze sanitarie, per sanare, cioè, un'alimentazione eccessivamente calorica e ricca di proteine basata su eccessivo consumo della carne, tipica di popolazioni carenti di un'educazione alimentare. La "dieta mediterranea" è da considerare come un'indicazione di sana alimentazione senza per questo farne una schematica regola fissa poiché il cibo è la risultante di una evoluzione storica dei vari popoli che si sono culturalmente incontrati e che hanno trasformato nel tempo il loro modo di alimentarsi.
Afferma, infatti, lo storico italiano dell'alimentazione Massimo Montanari che ogni aspetto del cibo è legato alla storia ed esprime una cultura
Per questo la dieta mediterranea non è una schematica e dogmatica indicazione di alimenti utili per mantenere una buona salute ma è uno "stile di vita" che è cominciato ad essere compromesso quando

## Cucine dei paesi del Mediterraneo
- Cucina italiana
- Cucina tunisina
- Cucina araba
- Cucina libanese
- Cucina israeliana
- Cucina turca
- Cucina albanese
- Cucina marocchina
- Cucina berbera
- Cucina egiziana
- Cucina greca
- Cucina francese
- Cucina bosniaca
- Cucina maltese
- Cucina cipriota
- Cucina spagnola

## Galleria d'immagini

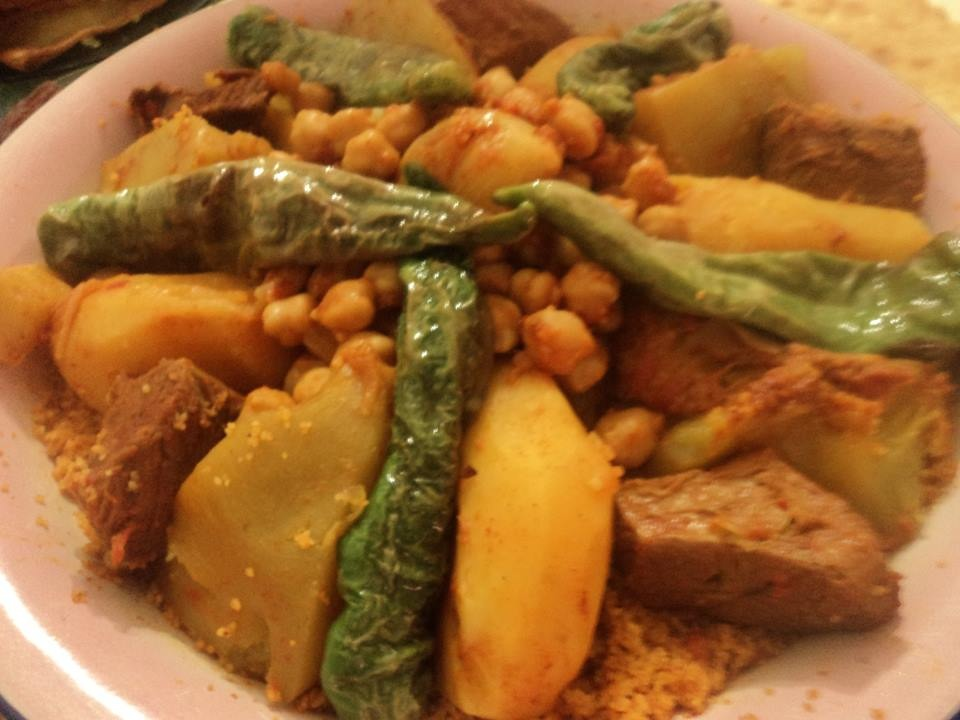
Couscous tunisino con carne di agnello
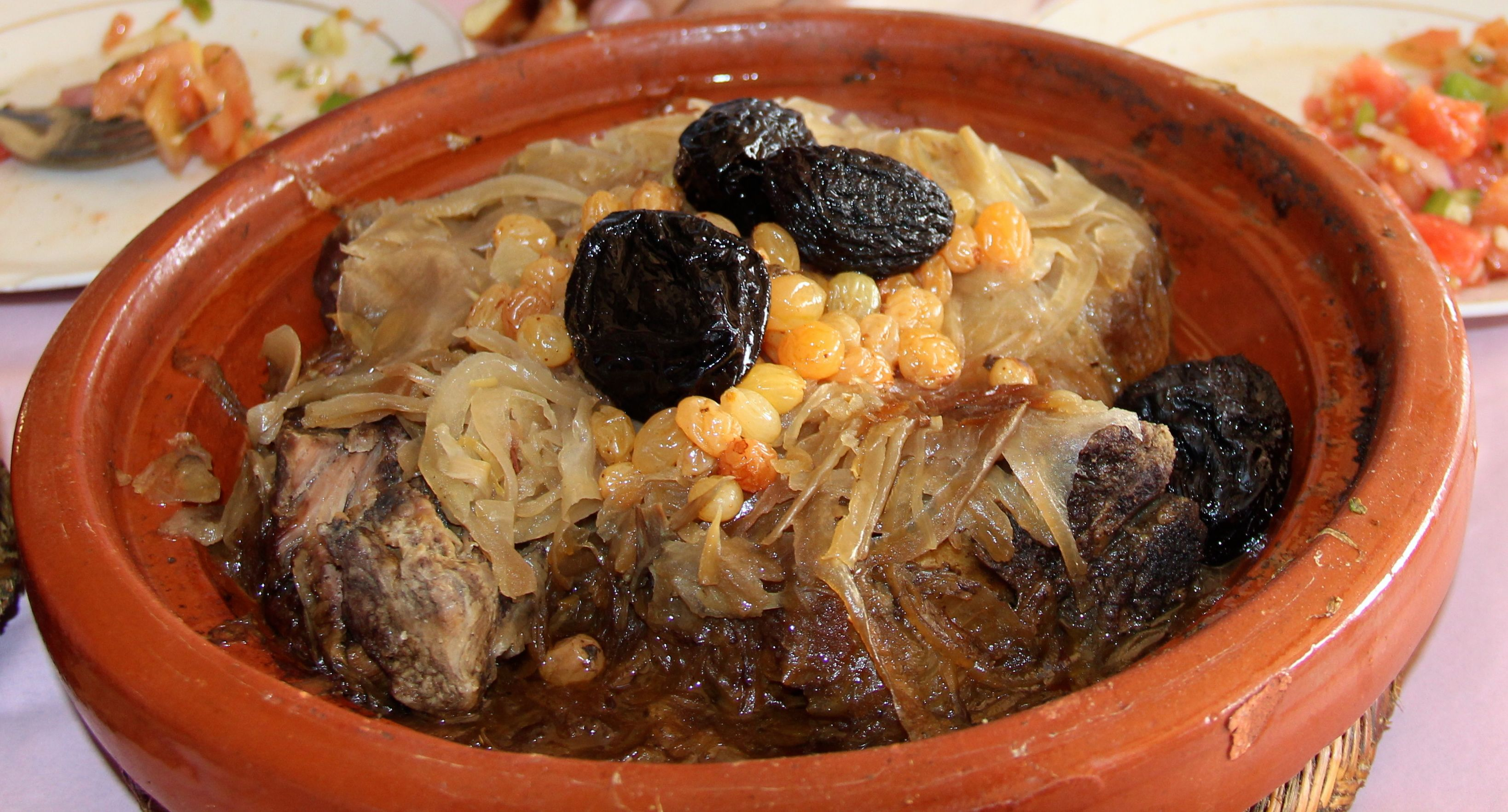
Tajine di manzo marocchino
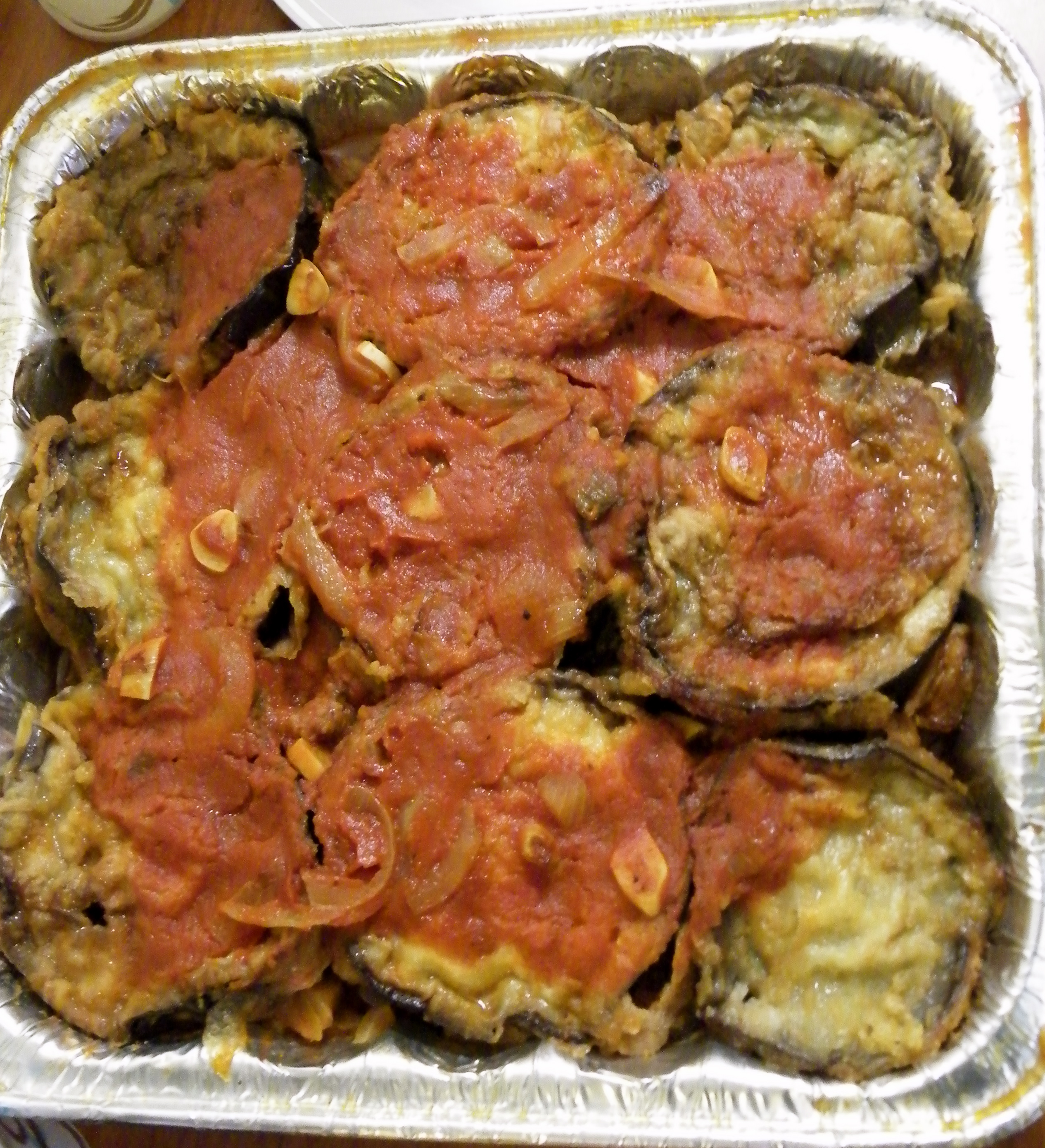
Musaka greco
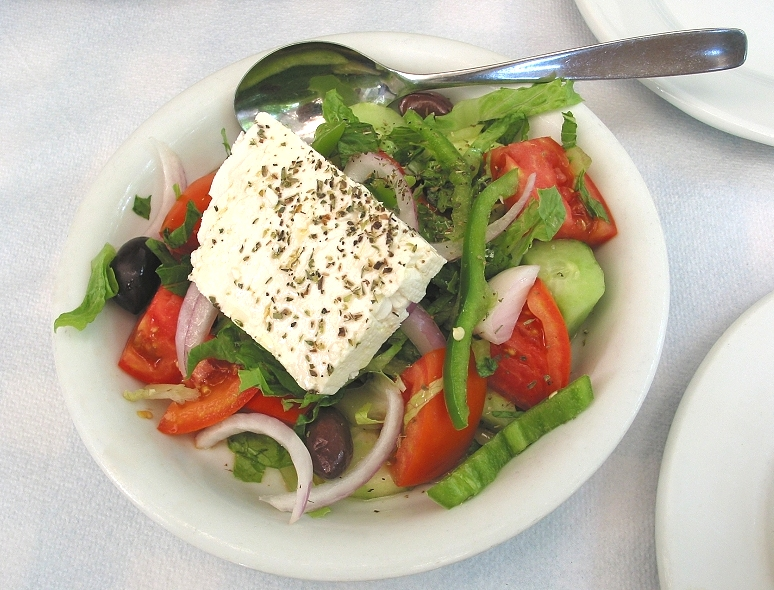
Insalata greca con la feta
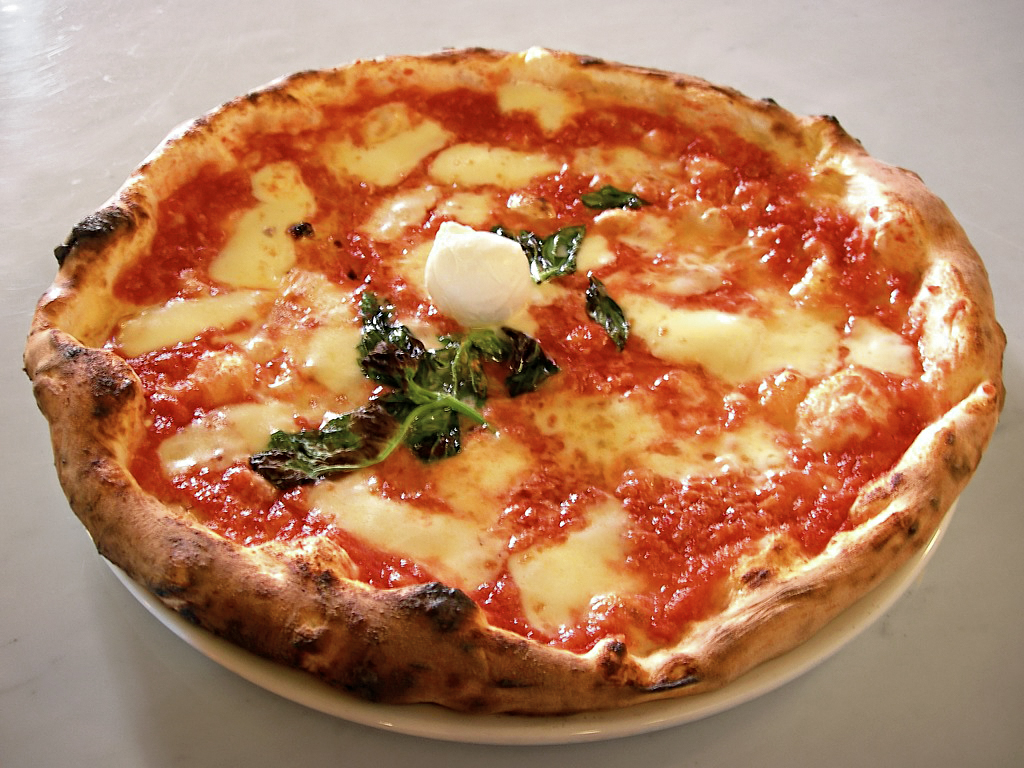
Italia: pizza margherita
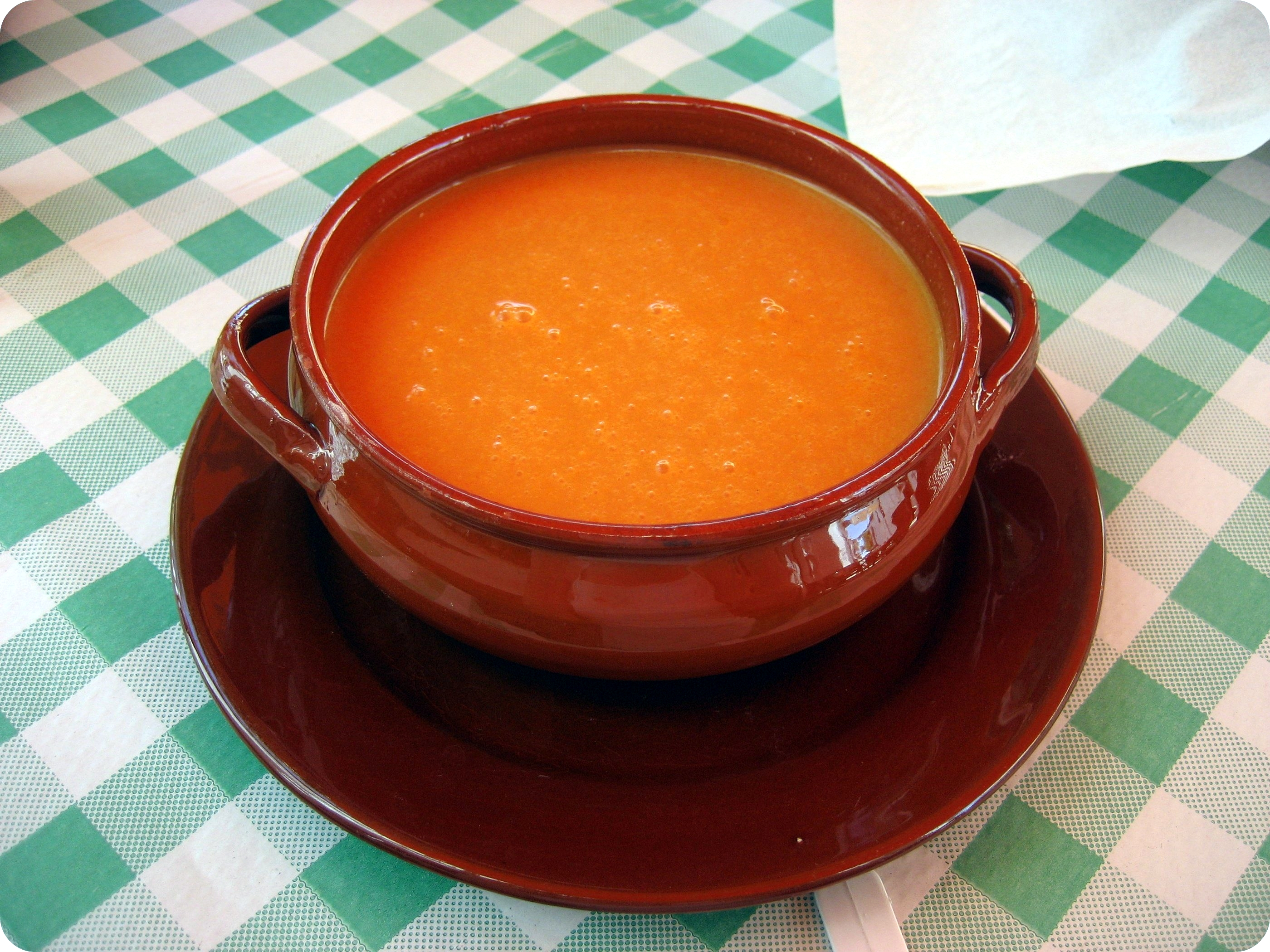
Spagna: Gazpacho
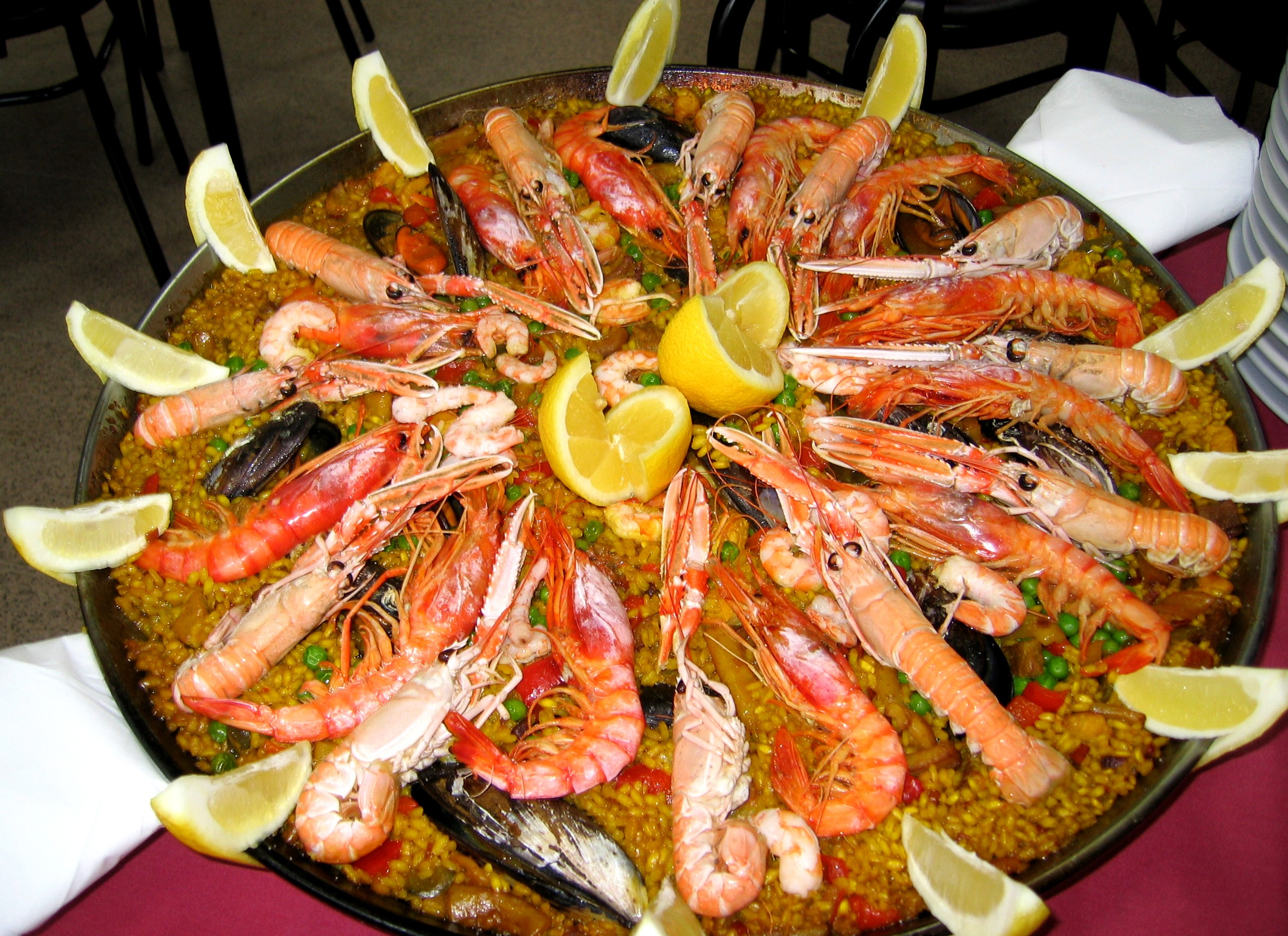
Spagna: Paella de marisco
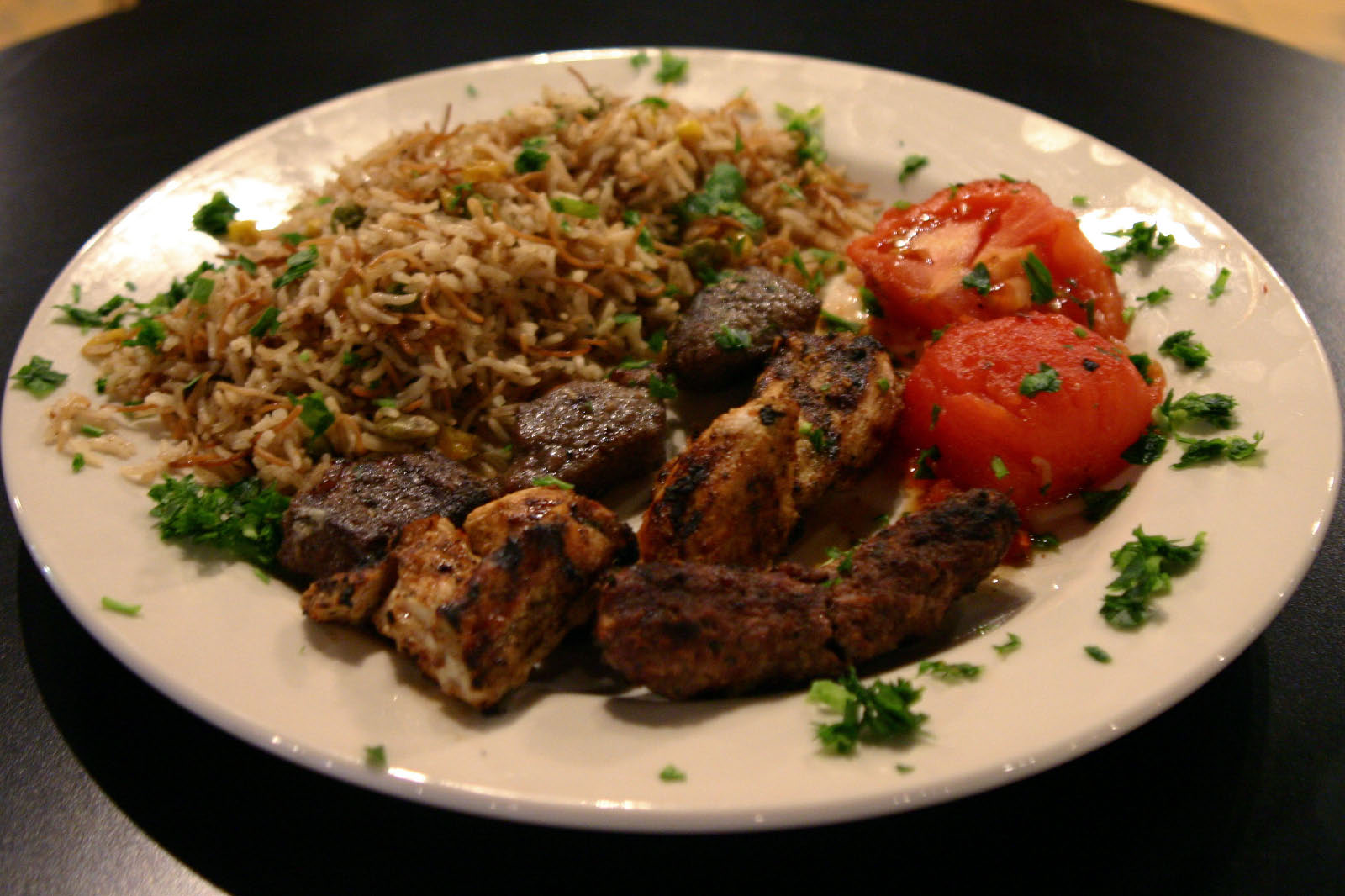
Turchia: Kebab
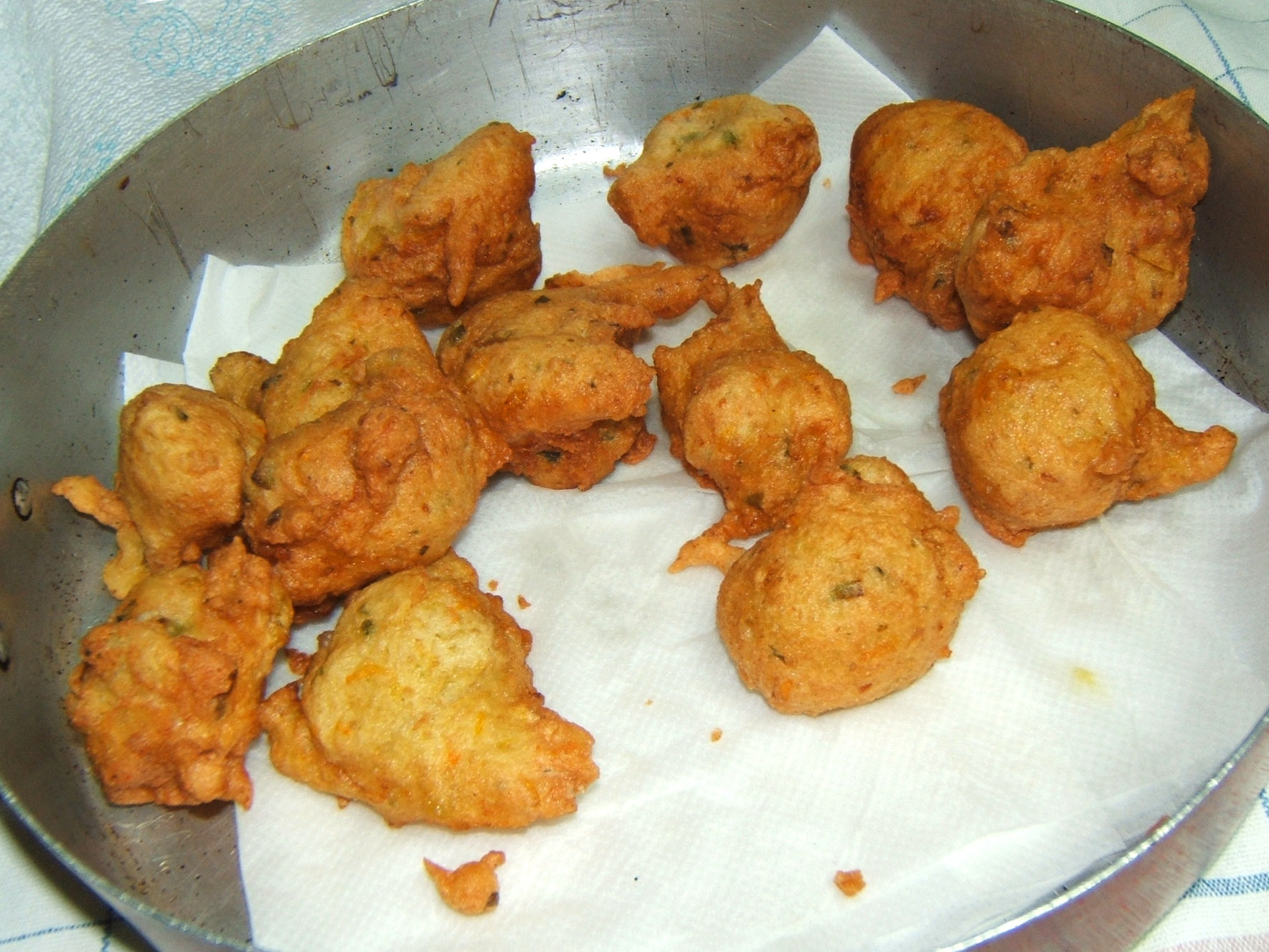
Italia: pittole con fiori di zucchine pugliesi
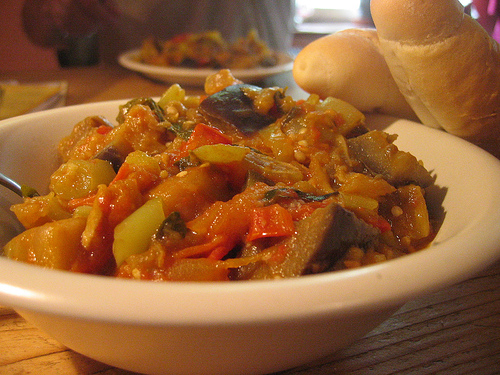
Francia: ratatouille provenzale
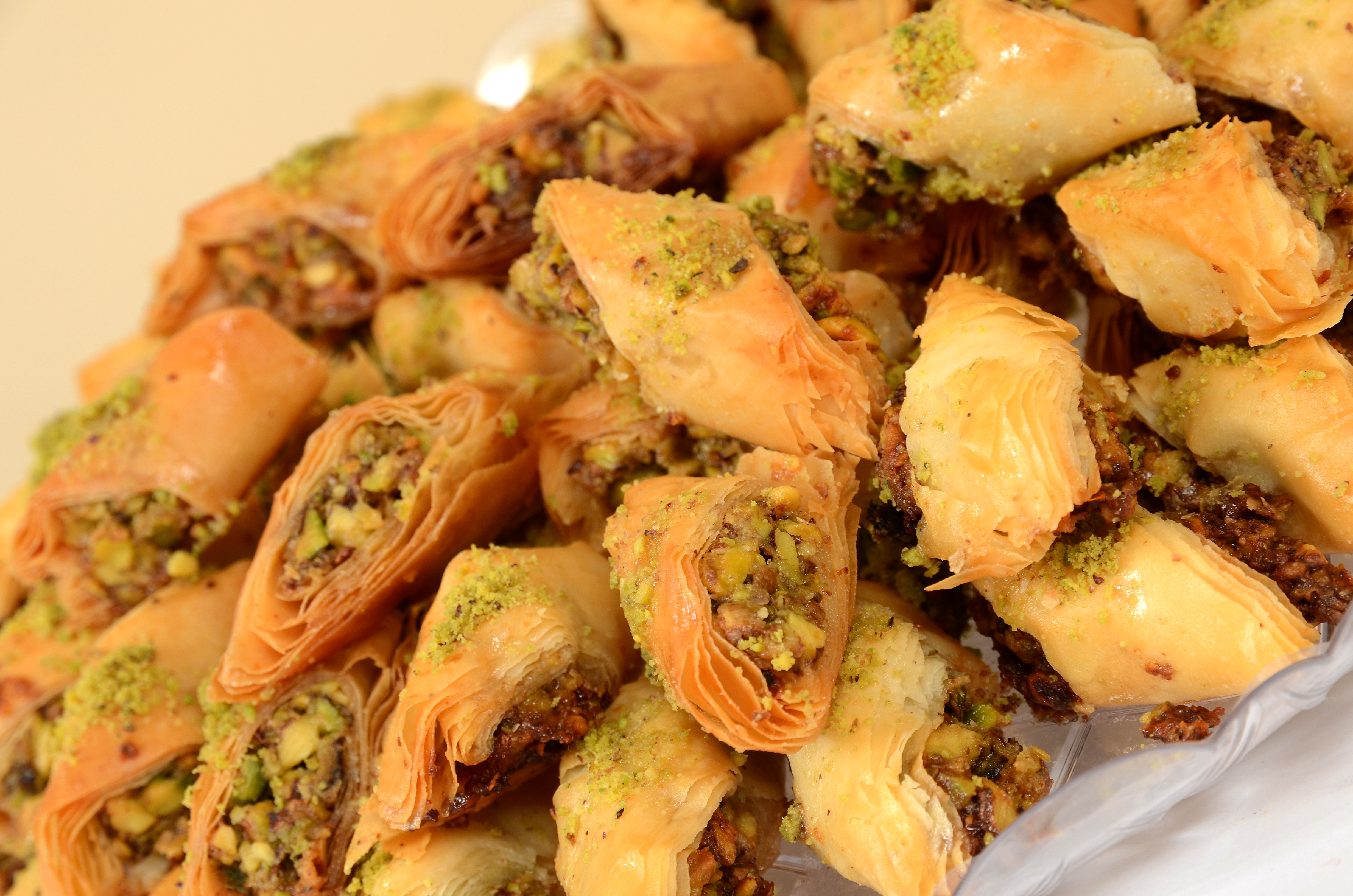
Turchia: il dolce baklava
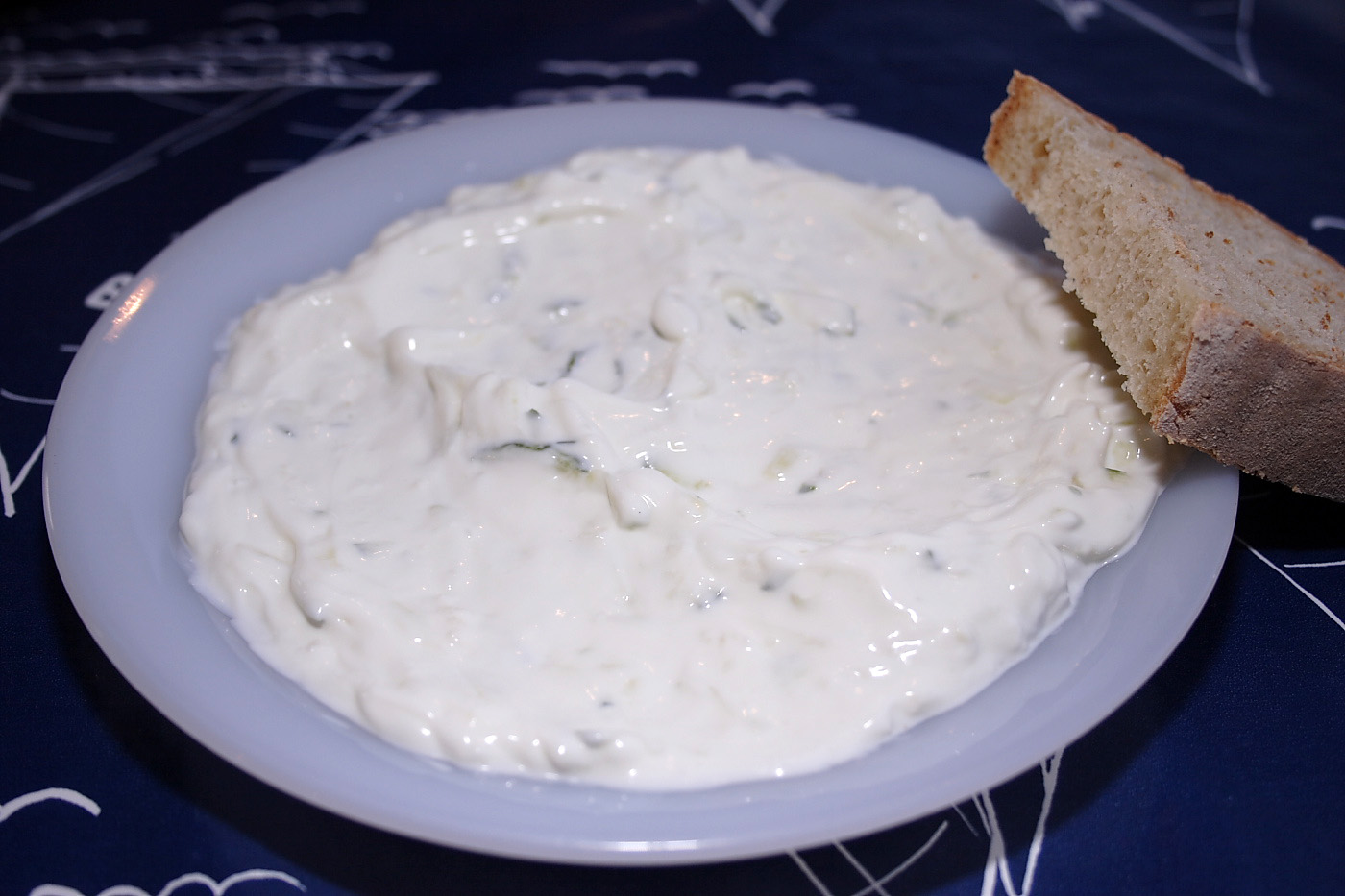
Grecia: Tzatziki
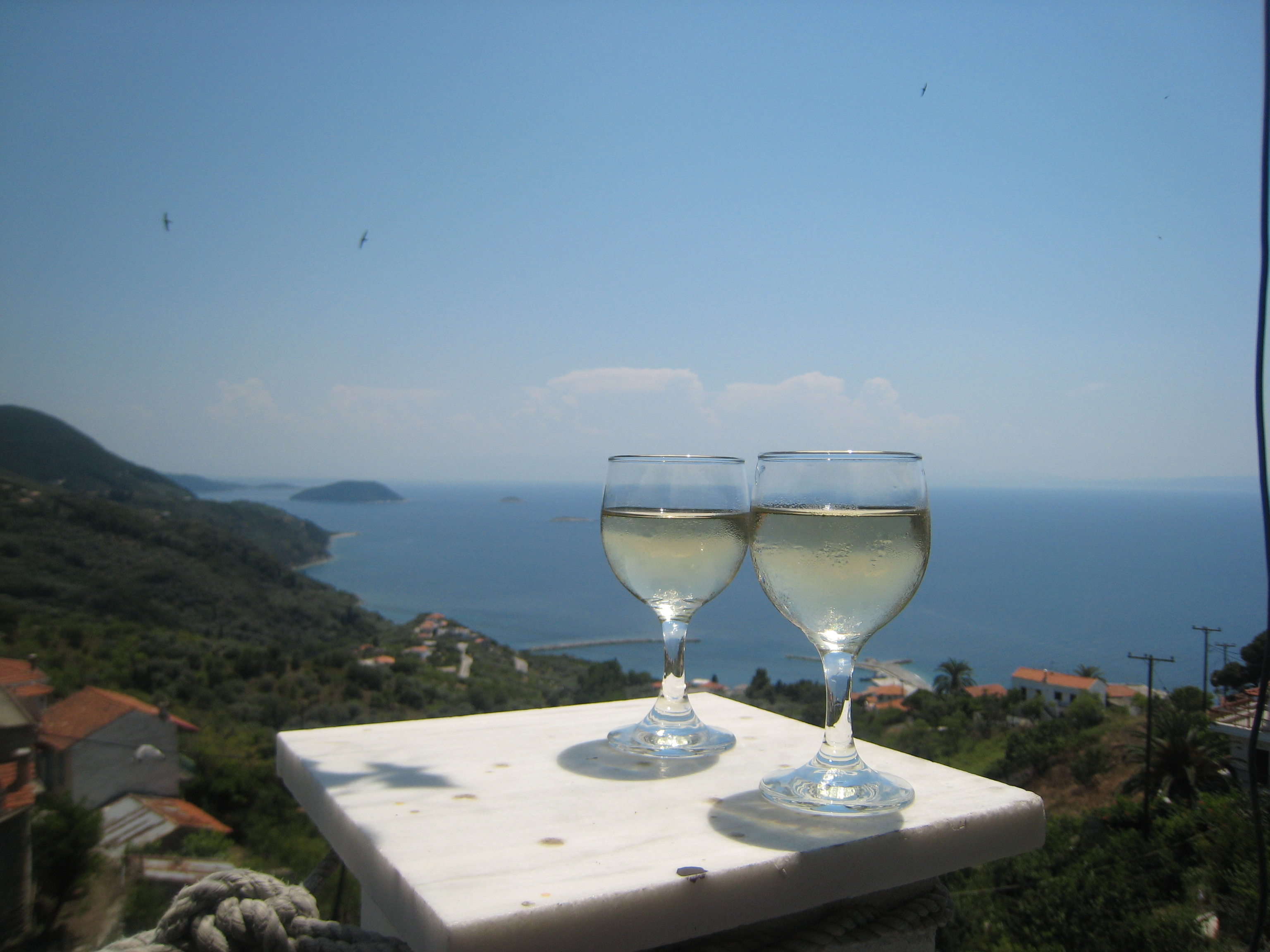
Grecia: vino Retsina
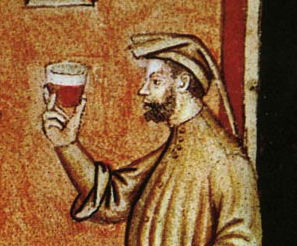
Tacuinum Sanitatis Casanatense: vino rosso
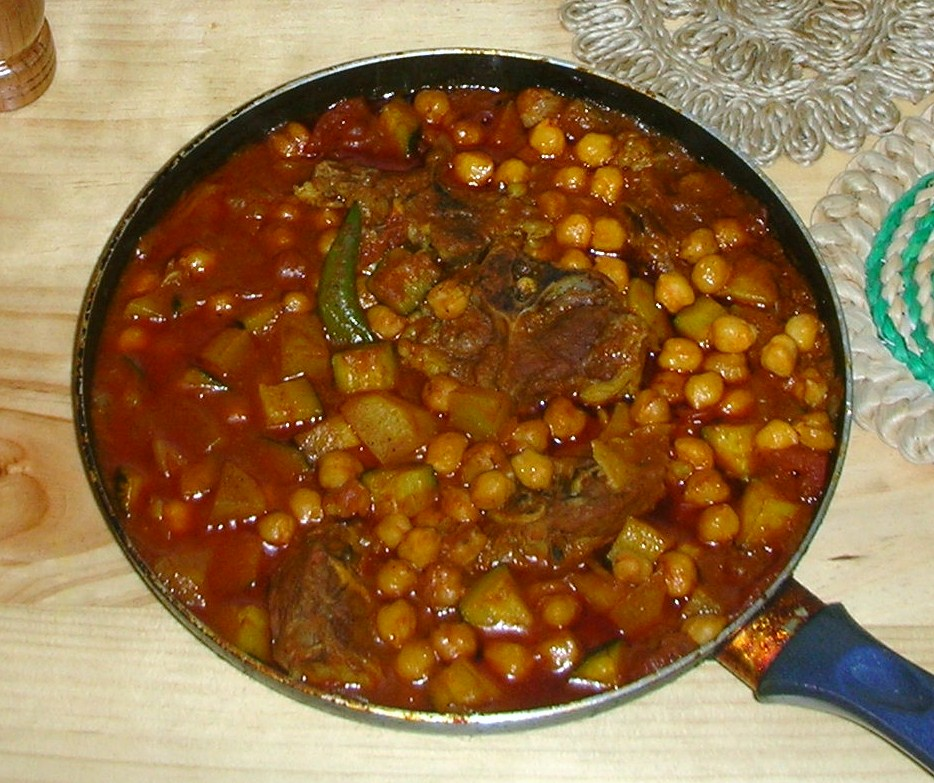
Algeria: Chakhchoukha
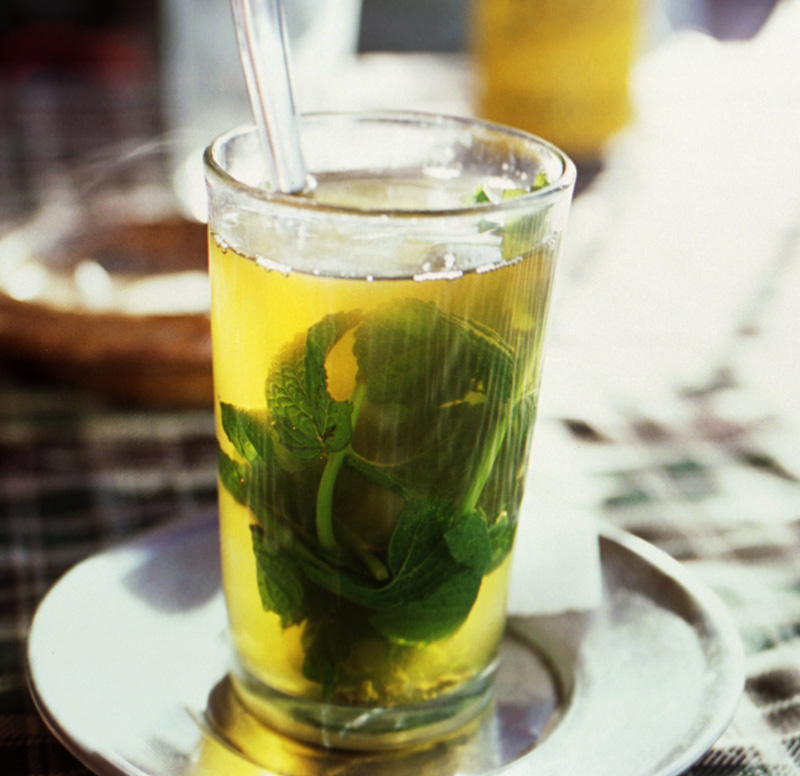
Marocco: tè alla menta
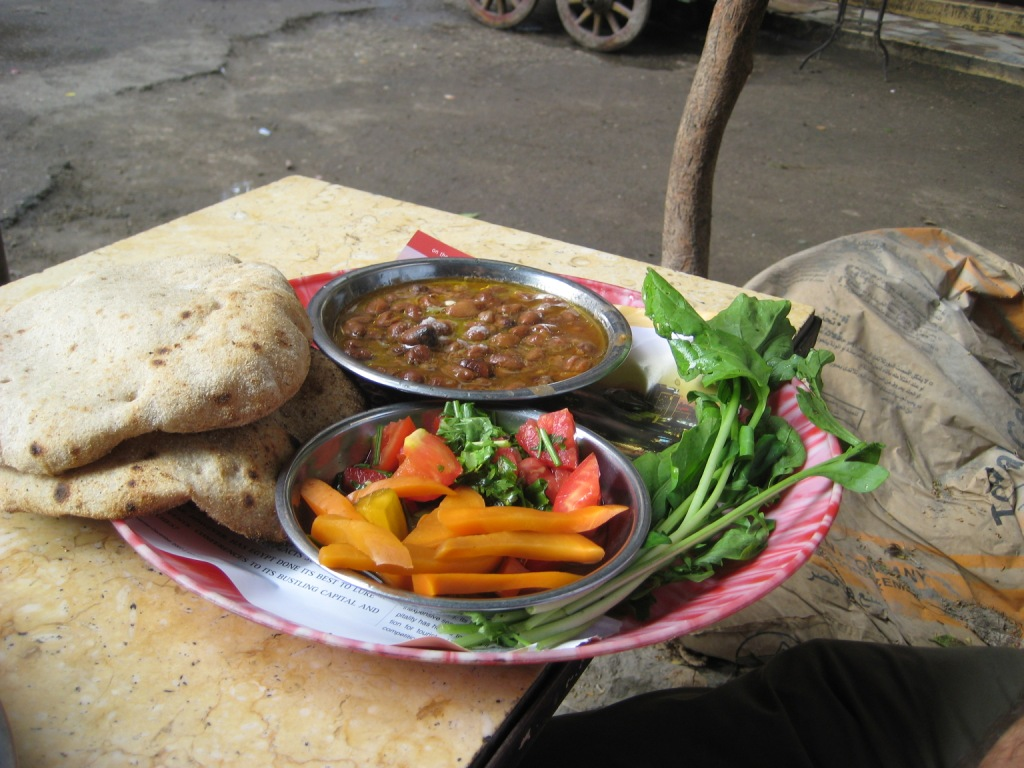
Egitto: Ful di fave con pane arabo e verdure
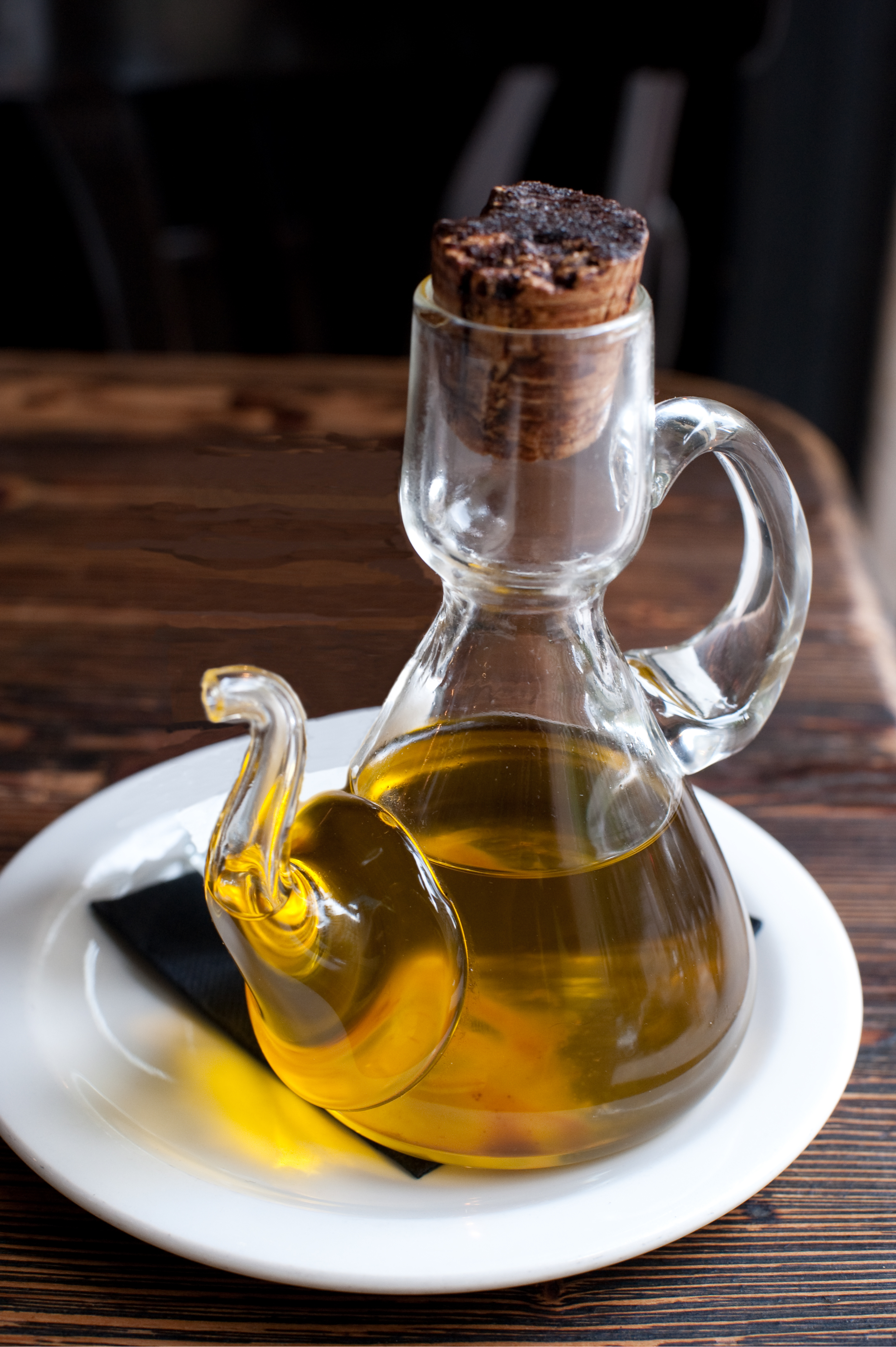
Spagna: Aceite de oliva
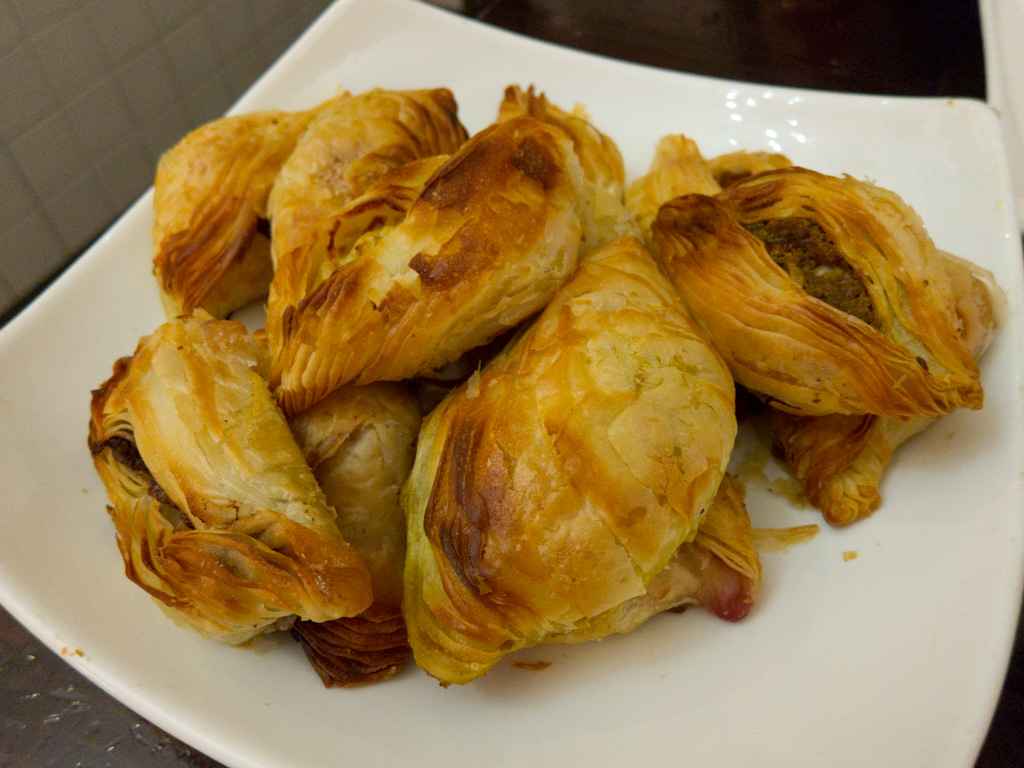
Malta: Pastizzi
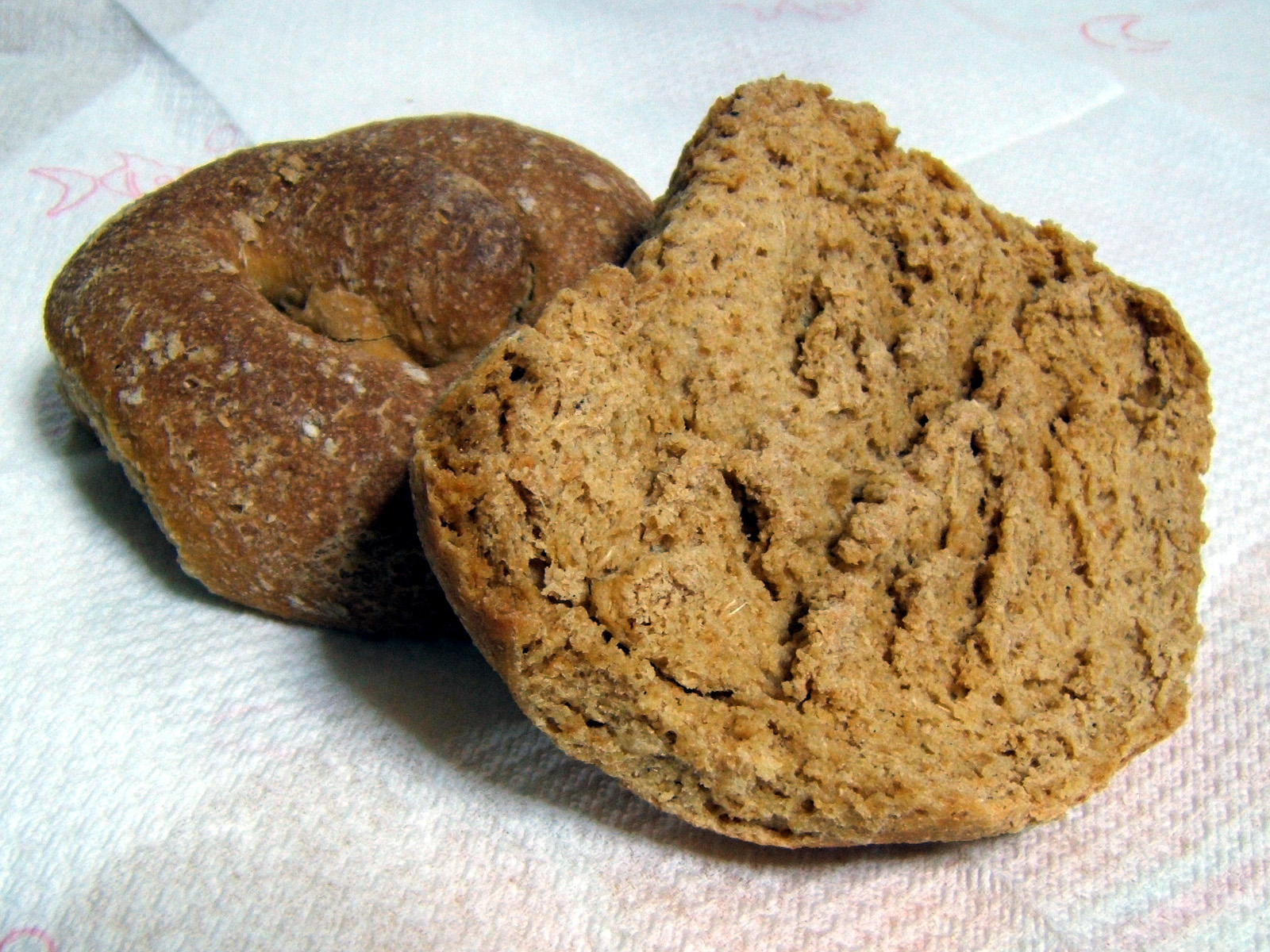
Frisella secca di orzo